# Соколоподібні
Соколоподібні або денні хижі птахи  (Falconiformes) — ряд птахів підкласу кілегрудих. До ряду належать хижі птахи, багатьом з яких нині загрожує вимирання. З початку XXI ст. частина науковців на основі результатів аналізу ДНК розділюють ряд на 3 самостійні ряди: Яструбоподібні (Accipitriformes), Катарти (Cathartiformes) та Соколоподібні.

## Загальна характеристика
Більшість соколоподібних птахів середнього розміру: довжина тіла 30-60 см, маса від 200 г до 1,2 кг. Найбільші (андський та каліфорнійський кондори, чорний гриф) мають довжину тіла 110—115 см, розмах крил до 2,5-3 м, масу 8-12 кг; у найдрібніших (сокіл-крихітка) довжина тіла 14-15 см, маса близько 35 г. Можуть у повітрі розвинути швидкість до 100 км/год.
Характерні гачкоподібний дзьоб, восковиця (як правило, гладенька) при основі наддзьобка, сильні пальці та гострі загнуті кігті (винятки — падальники та птах-секретар).
Поширені на усіх континентах, крім Антарктиди; відсутні на невеликих океанічних островах. Переважна більшість живляться тваринною їжею, активно ловлять живу здобич (переважно хребетних тварин) або живляться падлом. Неперетравлені рештки їжі (кістки, вовну, пір'я, хітин комах тощо) відригують у вигляді округлої погадки. Ведуть денний (дуже рідко присмерковий) спосіб життя, тому, на відміну від сов їх нерідко називають денними хижими птахами. Моногами.
Соколоподібні — гніздові птахи. Гніздо будують один раз у кілька років. Самці у гніздовий період годують не лише пташенят, але й самку. Більшість соколоподібних — перелітні.

## Систематика
У світовій фауні близько 290 видів. У фауні України 33 види.
Ступінь спорідненості між родинами залишається дискусійним.
Ряд поділяється на 5 родин, 2 з яких містять по 1 виду:
- Катартові, або американські грифи (Cathartidae) — 7 видів (інколи цю родину відносять до ряду Лелекоподібні);
- Секретарові (Sagittariidae) — 1 вид: птах-секретар;
- Скопові (Pandionidae) — 1 вид: скопа;
- Соколові (Falconidae) — каракари, соколи тощо, разом близько 60 видів;
- Яструбові (Accipitridae) — яструби, орли, орлани, луні, шуліки, канюки тощо, разом 217—220 видів.